# جون بيري (ممثل)
جون بيري (بالإنجليزية: John Bennett Perry)‏ هو عارض وممثل أمريكي، ولد في 4 يناير 1941 في الولايات المتحدة.

## أعمال

### أفلام
- (1976) أحمر الشفاه
- (1996) يوم الاستقلال[4][5]
- (1997) جورج وجونغل

### مسلسلات
- جاغ
- موردر
- فيرونيكا مارس
- كولد كيس

## وصلات خارجية
- جون بيري على موقع IMDb (الإنجليزية)
- جون بيري على موقع ألو سيني (الفرنسية)
- جون بيري على موقع أول موفي (الإنجليزية)
- جون بيري على موقع قاعدة بيانات الأفلام السويدية (السويدية)
- جون بيري على موقع إن إن دي بي (الإنجليزية)
- جون بيري على موقع قاعدة بيانات الفيلم (الإنجليزية)
- جون بيري على موقع كينوبويسك (الروسية)